# Wojciech Łazarek
Wojciech Łazarek, né le 4 octobre 1937 à Łódź et mort le 13 décembre 2023, est un footballeur polonais, qui occupe le poste d'attaquant. Il se  reconvertit dans la fonction d'entraîneur.

## Biographie

### Son parcours en tant que joueur
Originaire de Łódź, Wojciech Łazarek commence à jouer au football au Start Łódź, avant de rejoindre le prestigieux club du ŁKS Łódź. Il finit ensuite sa carrière au Lechia Gdańsk, et décide de passer des diplômes d'entraîneur. 

### Un baroudeur des vestiaires en Pologne
Faisant ses débuts au ŁKS dans les équipes de jeunes, il s'aguerrit dans différents clubs du pays, avant de diriger de nombreux grands clubs professionnels polonais et étrangers, comme Gdańsk, le Lech Poznań, le Wisła Cracovie ou le Trelleborgs FF, mais aussi les sélections de Pologne et du Soudan. Entraîneur de passage, il ne connaît véritablement le succès qu'avec le Lech Poznań de 1980 à 1984, remportant la Coupe de Pologne en 1982, puis en devenant champion en 1983 et en 1984. Ces deux mêmes années, il est nommé entraîneur polonais de la saison.

## Palmarès

### Au poste d'entraîneur
- Champion de Pologne (2) : 1983, 1984
- Champion de Pologne de D2 : 2000
- Vainqueur de la Coupe de Pologne (2) : 1982, 1984

### Distinctions personnelles
- Entraîneur polonais de l'année : 1983, 1984